# Steve Pearce

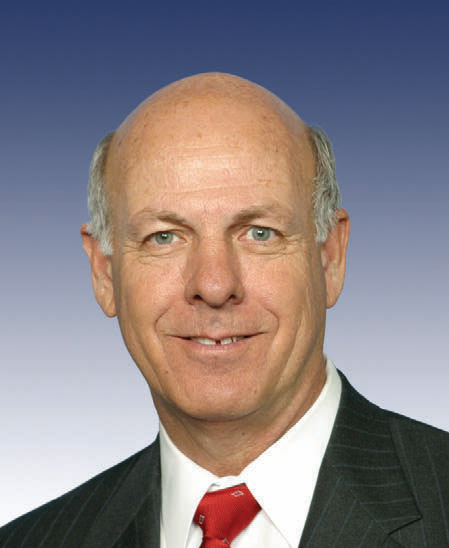
Steve Pearce.

Stevan "Steve" Edward Pearce, född 24 augusti 1947 i Lamesa, Texas, är en amerikansk republikansk politiker. Han representerade delstaten New Mexicos andra distrikt i USA:s representanthus 2003–2009.
Pearce avlade 1970 sin kandidatexamen vid New Mexico State University och 1991 sin MBA vid Eastern New Mexico University.
Kongressledamoten Joe Skeen kandiderade inte till omval i kongressvalet 2002. Pearce vann valet och efterträdde Skeen i representanthuset i januari 2003. Han omvaldes två gånger.
Pearce besegrade Heather Wilson i republikanernas primärval inför senatsvalet 2008. Han förlorade sedan själva senatsvalet mot Tom Udall med 39 % av rösterna mot 61 % för Udall.
Gift med Cynthia Pearce sedan 1982 och har ett barn.

## Guvernörsvalet i New Mexico 2018
Pearce meddelade i juli 2017 att han skulle kandidera till guvernör i New Mexico, för att ersätta den tidsbegränsade guvernören Susana Martinez. Han mötte demokraten Michelle Lujan Grisham men förlorade valet.